# Râul Călacea, Leveleș
Pentru alte utilizări ale numelui, vedeți Călacea (dezambiguizare).
Râul Călacea este un curs de apă, afluent al râului Leveleș. 

## Hărți
- Harta munții Apuseni